# Seu de Santa Catarina
La Seu de Santa Catarina és una catedral dedicada a santa Caterina d'Alexandria, situada a l'Antiga Goa. Forma part del Patrimoni de la Humanitat d'Esglésies i Convents de Goa i és la seu episcopal de l'Arquebisbat de Goa i Damão. És una construcció grandiosa portuguesa que impressiona amb la “riquesa, poder i fama dels portuguesos que dominaven els mars des de l'Atlàntic fins al Pacífic”. Es considera l'església més gran construïda pels portuguesos al món.

## Història
Es construí una capella per commemorar la victòria portuguesa d'Afonso de Albuquerque sobre l'exèrcit musulmà, que prengué la ciutat de Goa al 1510, que seria la capital de l'estat portugués de l'Índia. La victòria en fou el 25 de novembre, dia dedicat a santa Caterina d'Alexandria, i l'obra se li va dedicar.
El governador Jorge Cabral ordenà la construcció d'un temple major el 1552 sobre les ruïnes d'una estructura anterior, probablement una mesquita. L'actual construcció es començà al 1562, sota el regnat de Sebastià I de Portugal, després de l'elevació a la dignitat d'arxidiòcesi metropolitana de Goa.(3) La catedral s'acabà el 1619 i es consagrà el 1640.

## Arquitectura
L'estil arquitectònic de la catedral és manierista, comú llavors a les localitats portugueses. L'exterior presenta característiques toscanes i l'interior, corínties. La nau té 76 metres de llarg, 55 m d'alçada i el frontispici té 35 m. La façana, amb tres portals, té només una torre a l'esquerra, doncs la de la dreta se'n destruí durant una tempesta al 1766 i no va ser reconstruïda.(1)
És una església de planta en creu llatina. Tot l'edifici es construí en laterita i després es pintà amb calç. Només els elements nobles de la façana, com ara portals, finestres i l'edícula, es feren en granit, portat de Vasai-Virar.

## Interior
L'església té tres naus d'igual altura, cor alt i capelles laterals, transsepte inscrit, creuer delimitat per arcs torals i absis profunda en el perllongament espacial de la nau central, com altres catedrals portugueses de l'època: les seus de Miranda del Douro (començada el 1552), Leiria (començada el 1559), i Portalegre (començada el 1556).(4)
La torre de la seu té una gran campana anomenada la "Campana d'Or", a causa del seu to ric. L'altar principal és dedicat a Caterina d'Alexandria, amb pintures antigues als dos costats. A la dreta hi ha una capella, de la Creu dels Miracles. Hi ha sis grans panells, amb escenes de la vida de santa Caterina esculpides. Hi ha un enorme retaule daurat sobre altar major.
La seu conté també una pica baptismal feta el 1532, que Francesc Xavier, el sant patró de Goa, va fer servir per a batejar goesos convertits.

## Galeria

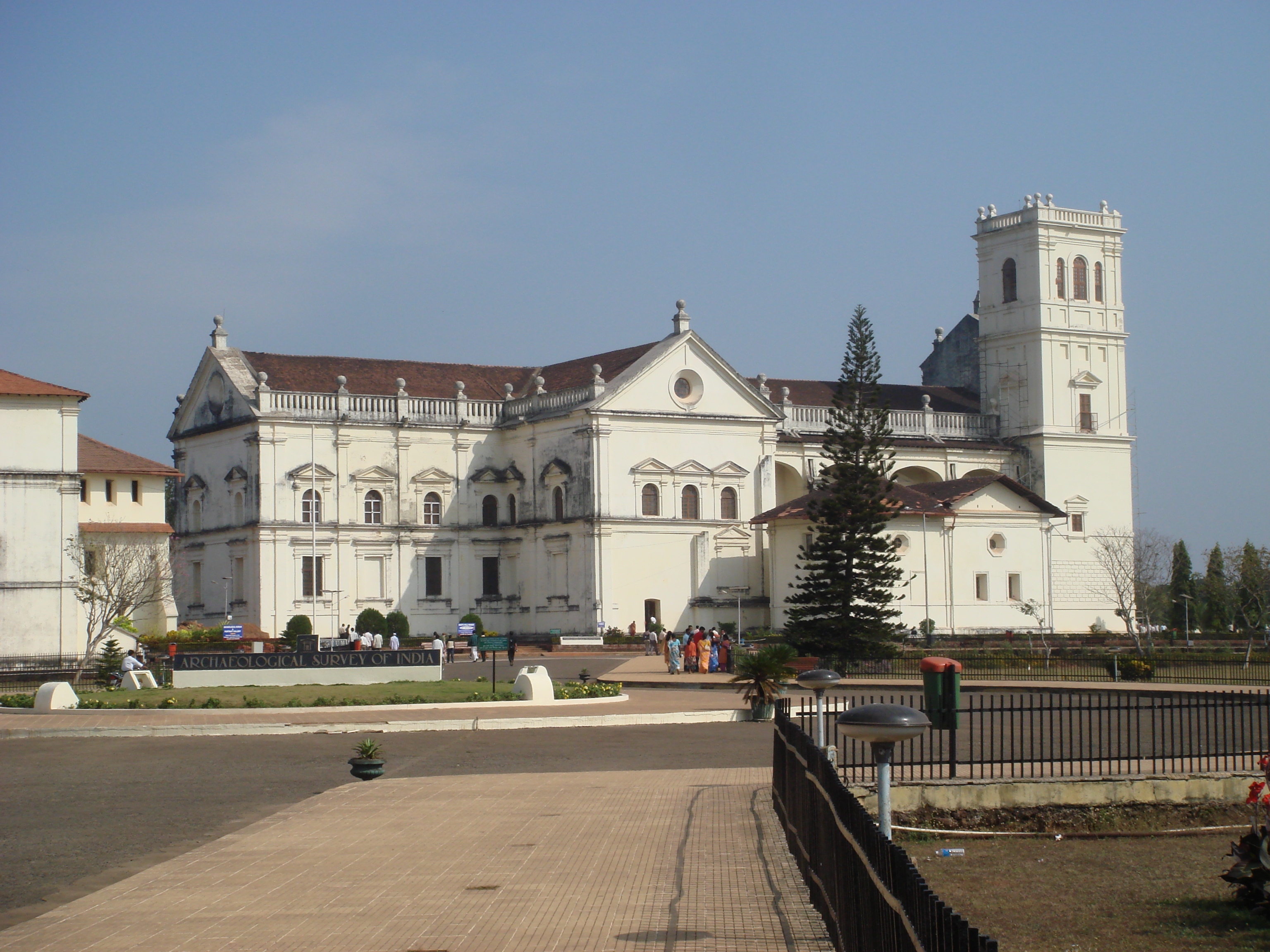
Lateral de la catedral
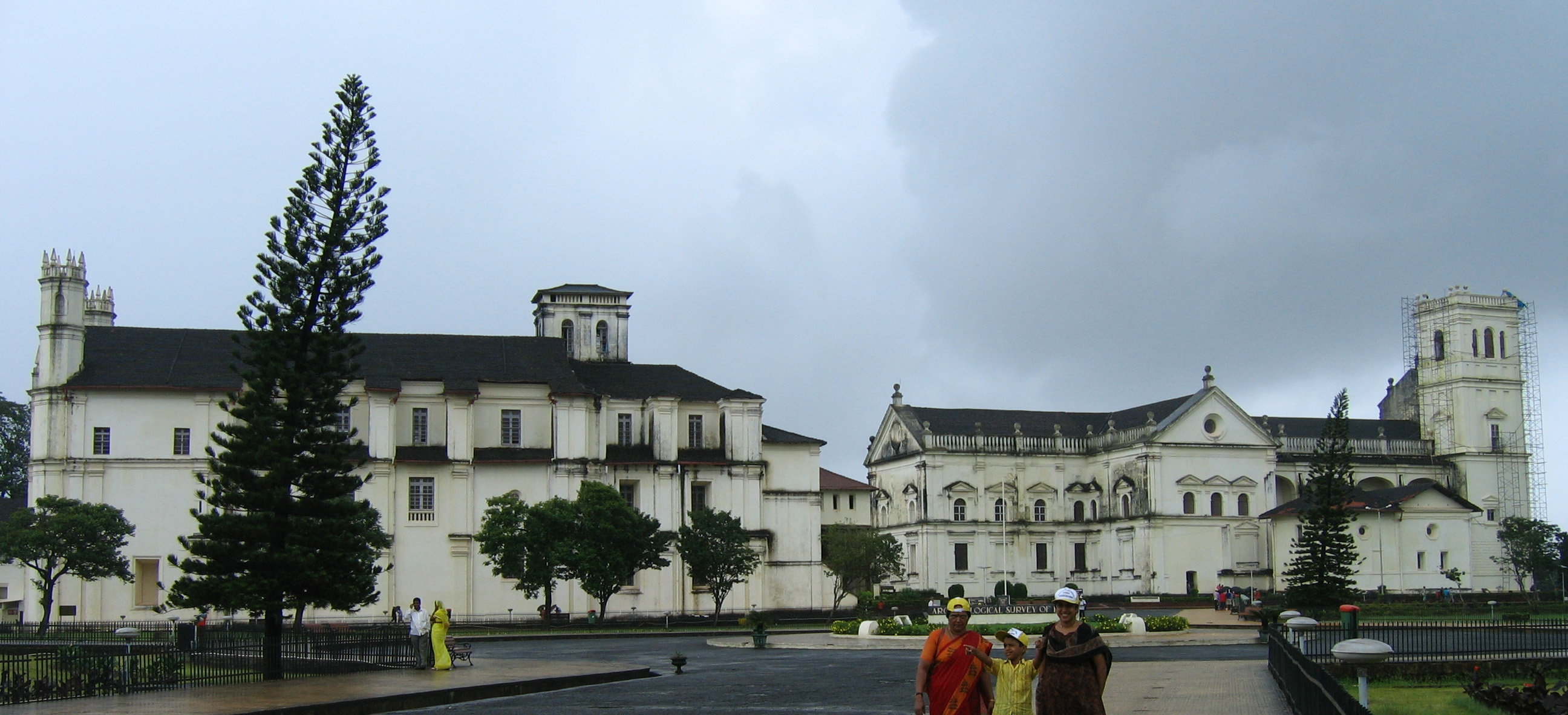
Conjunt de la catedral, amb l'església i convent de Sâo Francisco
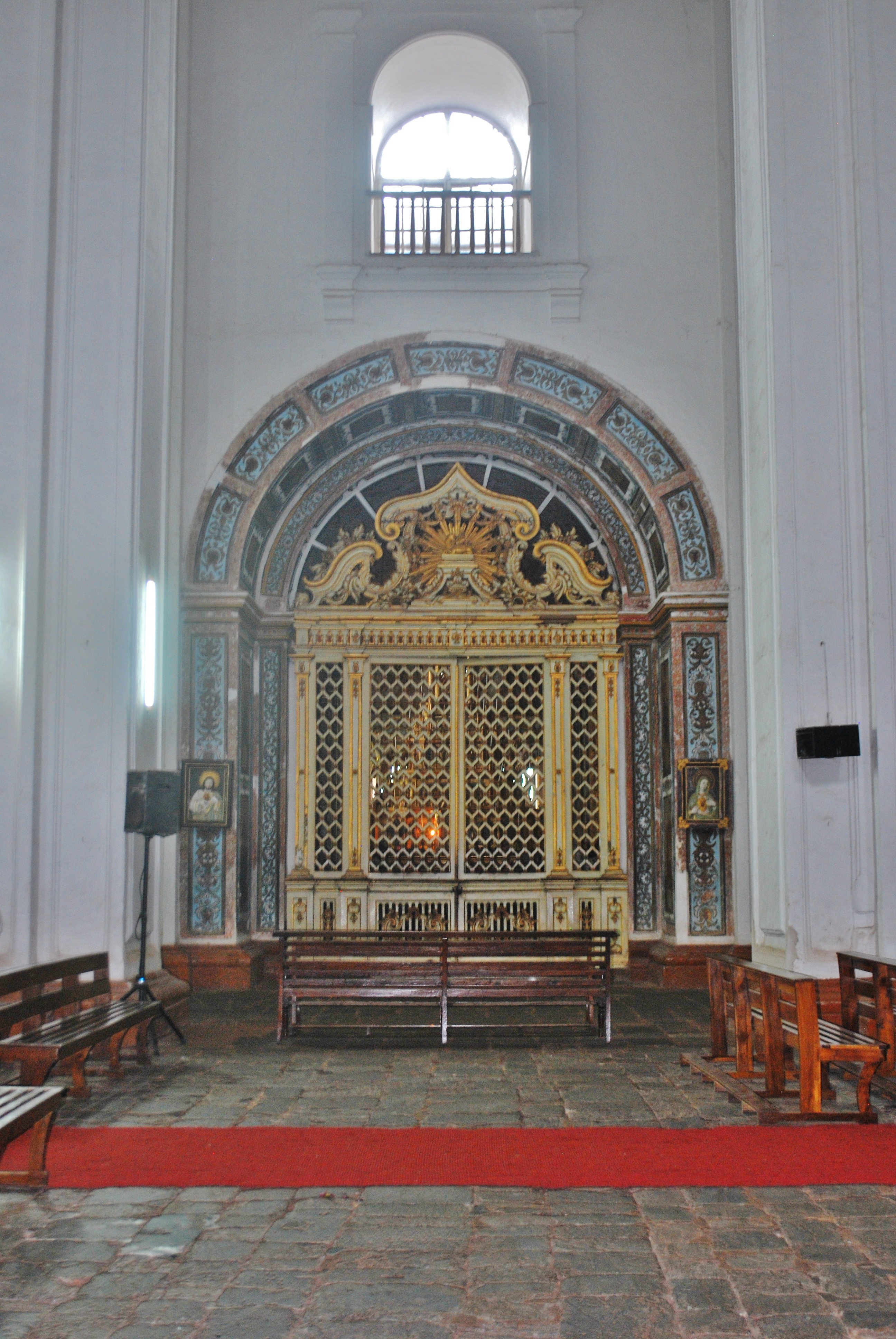
Una de les capelles de la catedral
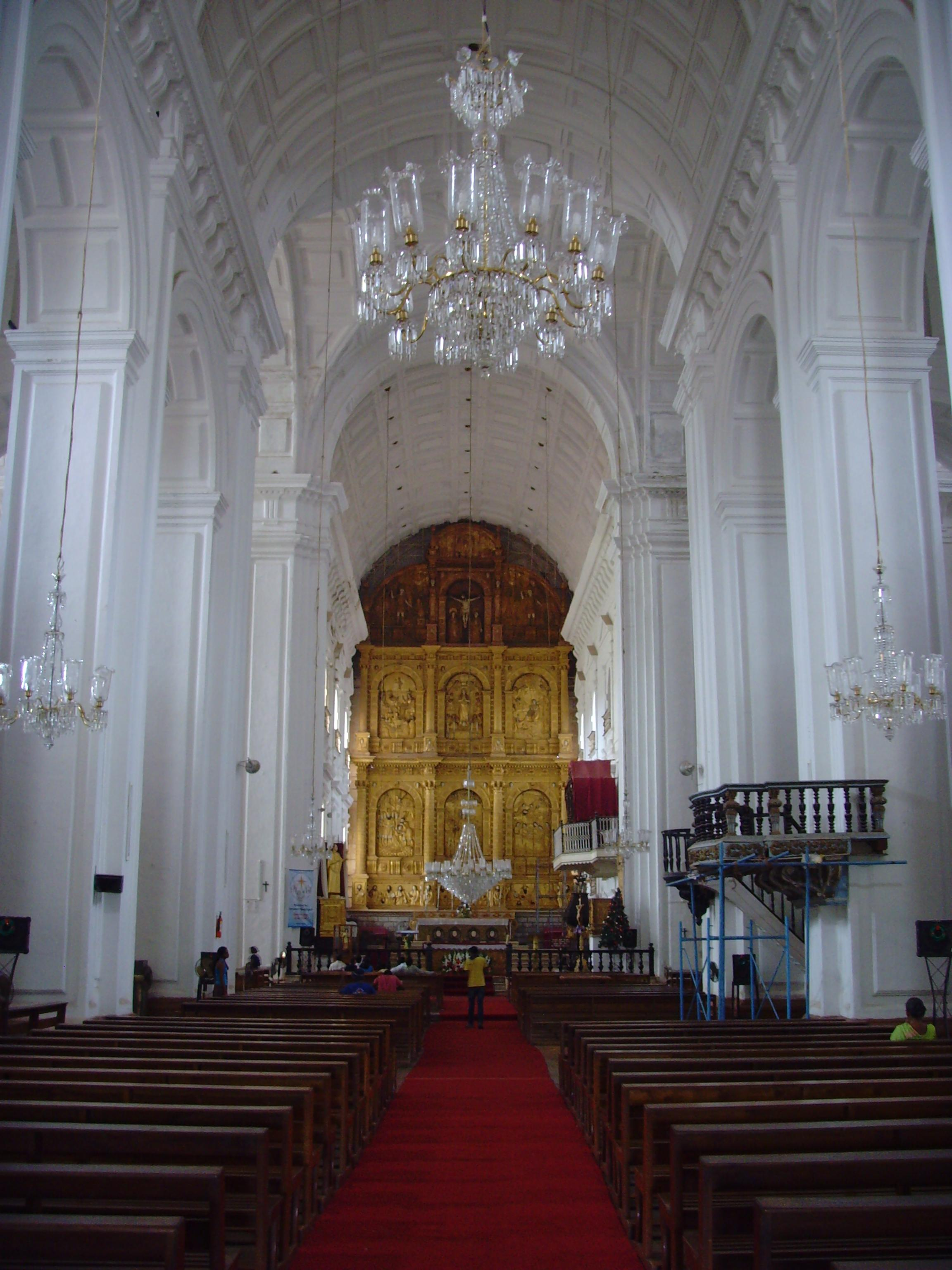
Vista interior, al fons l'altar major
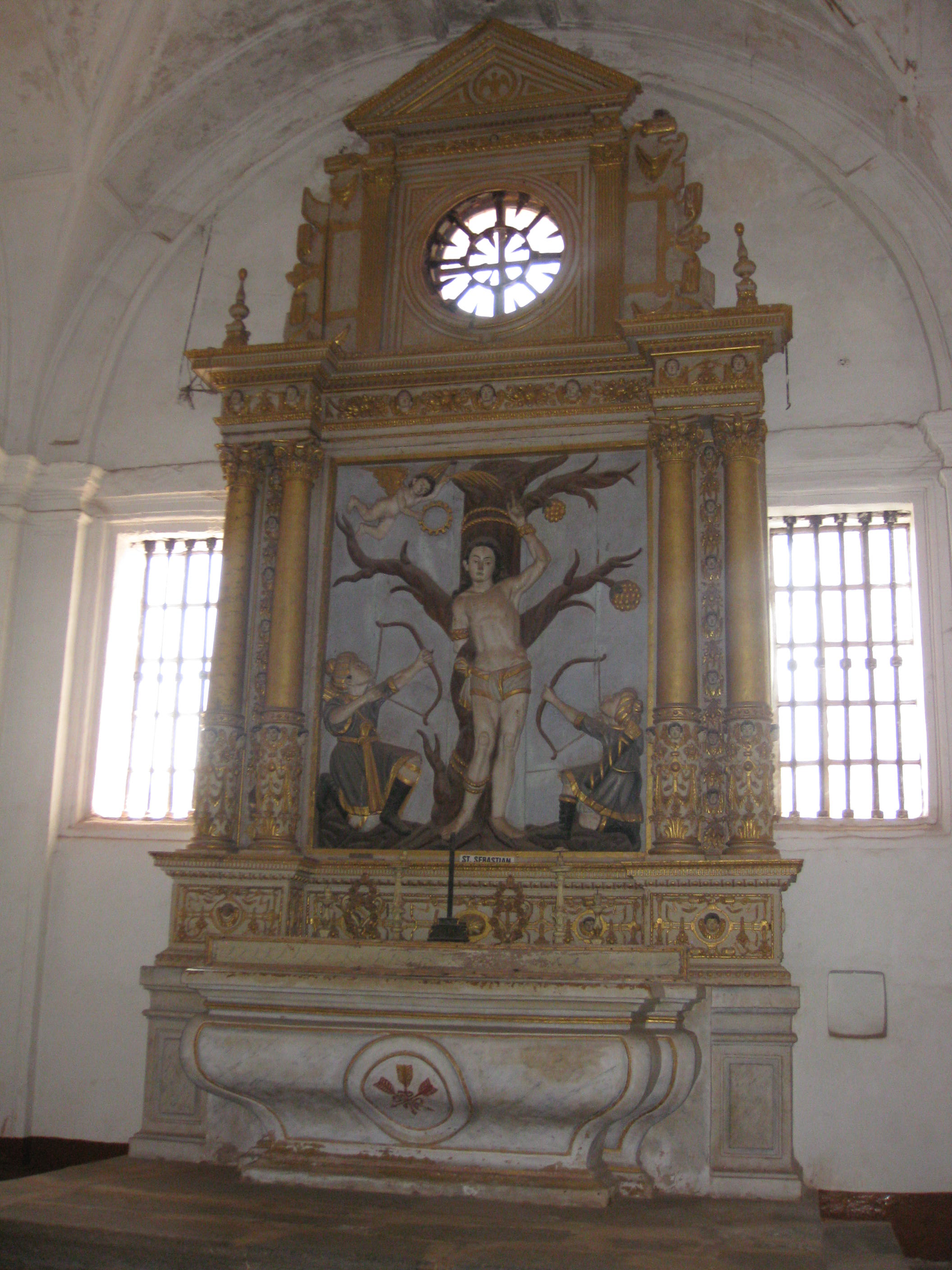
Pila baptismal
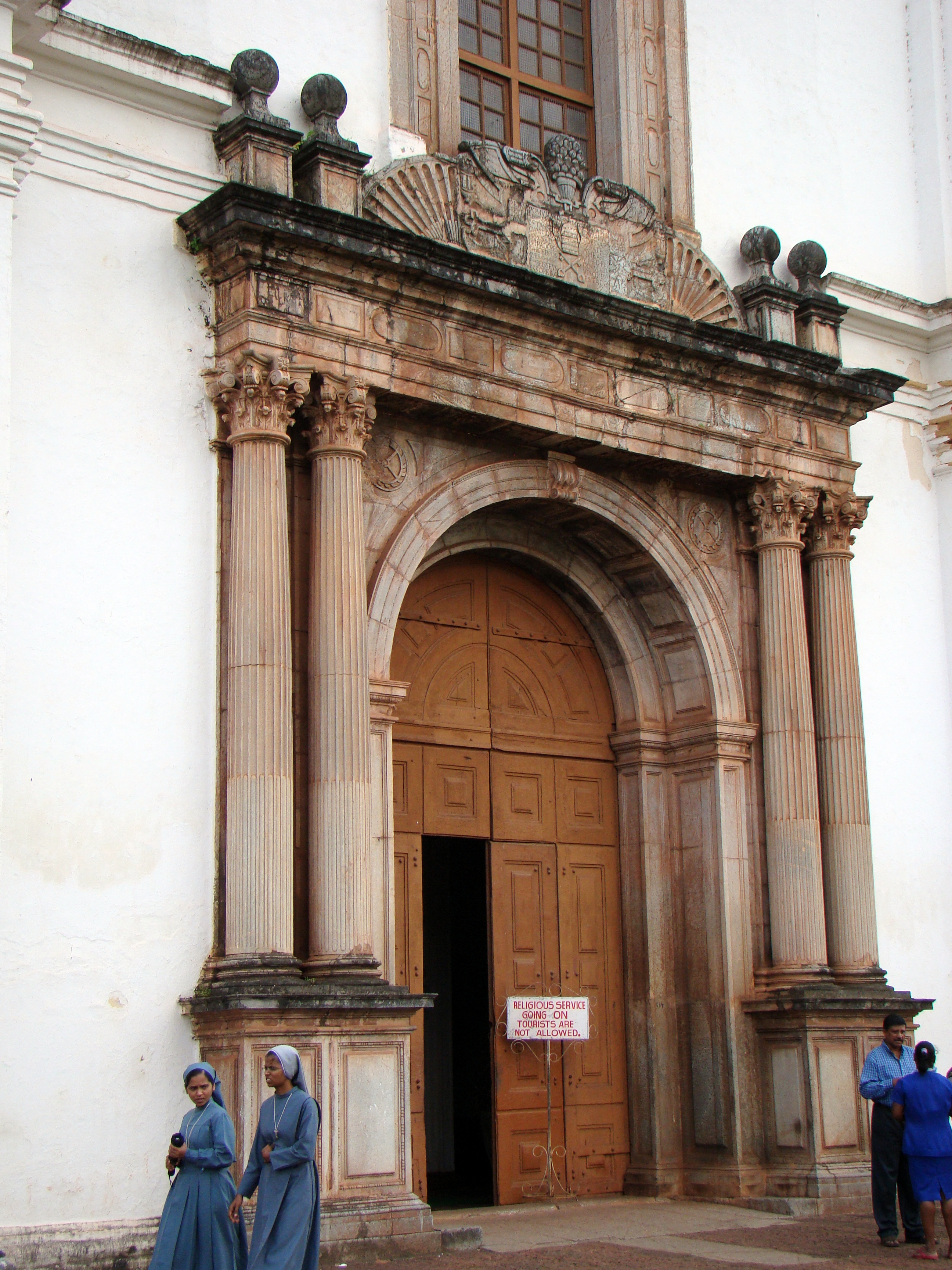
Detall del portal de la seu